# Аль-Хиджр
Аль-Хиджр (араб. الحجر — Хиджр) — пятнадцатая сура Корана. Сура мекканская.  Состоит из 99 аятов.

## Содержание
В первых аятах суры говорится о том, что Аллах охраняет своё Откровение и что он является источником всего сущего. В суре рассказывается о судьбе предшествующих народов, о прежних пророках и об отношении их народов к ним. В ней также указывается на знамения Аллаха во Вселенной: небо, которое Аллах воздвиг без опор, и находящиеся в нём созвездия, распростёртая земля, прочные горы, дождевые облака, ветры, опыляющие деревья и растения.
В суре «аль-Хиджр» рассказывается о первой битве в истории между проклятым Иблисом и Адамом c его женой Хаввой (Евой) и указывается на то, что борьба добра и зла продолжится до окончания ближней жизни и что в День воскресения зло будет наказано, а добро — вознаграждено.
Затем в суре Аллах Всевышний приводит истории пророков Ибрахима и Лута и обитателей аль-Хиджра и подчёркивает, какое высокочтимое и священное место занимает Коран и как его встретили с неверием многобожники, и указывается на то, что в ответ на их неверие должен сделать пророк: он должен открыто выполнять свою пророческую миссию, передать Послание Аллаха и поклоняться ему до конца своей жизни

Алиф. Лам. Ра. Это – аяты Писания и ясного Корана. ۝ Неверующие непременно пожелают оказаться мусульманами. ۝ Оставь их – пусть они едят, пользуются благами и увлекаются чаяниями. Скоро они узнают. ۝ Все селения, которые Мы погубили, имели известное предписание. ۝ Ни одна община не может опередить свой срок или отложить его. ۝ Они сказали: "О тот, кому ниспослано откровение! Воистину, ты – одержимый. ۝ Почему ты не привёл к нам ангелов, если ты – один из тех, кто говорит правду?" ۝ Мы ниспосылаем ангелов только с истиной, и тогда никому не предоставляется отсрочка. ۝ Воистину, Мы ниспослали Напоминание, и Мы оберегаем его. ۝ Мы уже отправляли до тебя посланников к прежним общинам. ۝ Какой бы посланник ни приходил к ним, они издевались над ним. ۝ Таким же образом Мы насаждаем его (неверие) в сердцах грешников. ۝ Они не веруют в него (Коран), хотя уже были примеры первых поколений.
— Коран 15:1—13 (Кулиев)